# Quarte (musique)
Pour les articles homonymes, voir Quarte.
 (juin 2019).
Si vous disposez d'ouvrages ou d'articles de référence ou si vous connaissez des sites web de qualité traitant du thème abordé ici, merci de compléter l'article en donnant les références utiles à sa vérifiabilité et en les liant à la section « Notes et références ».
En musique, une quarte est l'intervalle séparant deux notes distantes de quatre degrés. La quarte est le renversement de la quinte.
Jusqu'à la fin du XIXe siècle, la quarte parfaite était le plus souvent appelée par son nom grec issu du pythagorisme : le diatessaron.
En musique tonale, les quartes non altérées sont justes, à l'exception
- de la quarte ayant pour borne supérieure la sensible des modes majeur et mineur,
- de la quarte de borne inférieure VI et supérieure II du mode mineur harmonique,
- de quartes non usitées telle la quarte de borne inférieure III supérieure VI# du mode mineur mélodique ascendant,

Il s'agit alors de quartes augmentées, ou tritons.
- et de la quarte de borne inférieure VII# et supérieure III des modes mineurs, qui elle est diminuée.

## Quarte juste

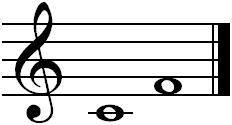
Quarte juste do-fa

La quarte juste englobe deux tons et un demi-ton diatonique.
Le rapport de fréquences de deux notes séparées par un intervalle de quarte juste est de 4 à 3, très légèrement supérieur dans la gamme tempérée usuelle.

## Quarte augmentée (triton)

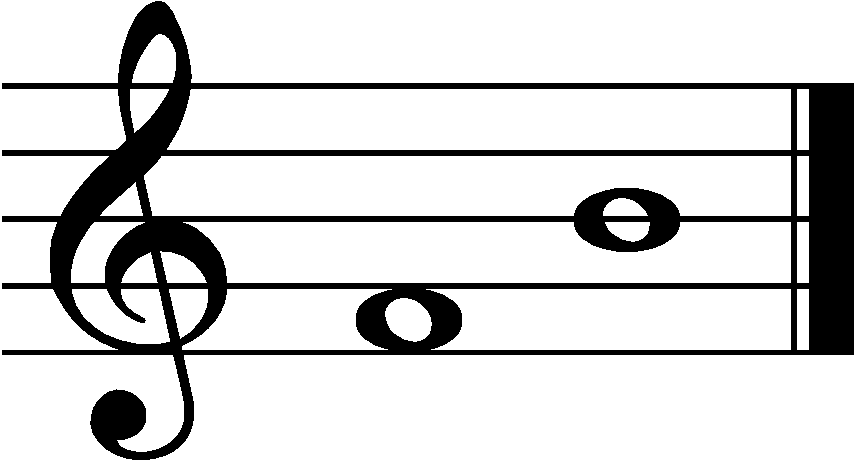
Quarte augmentée fa-si

Une quarte augmentée, une fois renversée, donne une quinte diminuée. Ces deux intervalles sont équivalents ; ils sont tous deux composés de trois tons, d'où leur nom de "triton". Le triton est considéré comme fortement dissonant, ce qui lui a valu d'être appelé Diabolus In Musica par le compositeur Andreas Werckmeister en 1702, expression qui remonterait au Moyen Âge, et de devenir une des notes bleues en jazz.

## Quarte diminuée

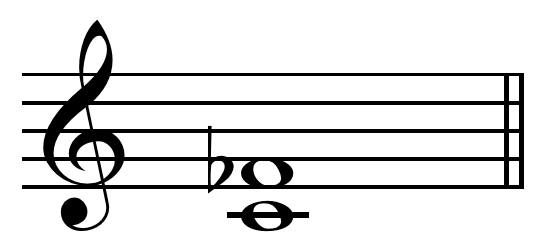
Une quarte diminuée do-fa bémol.

En enlevant un demi-ton chromatique à la quarte juste, on obtient une quarte diminuée.

## En jazz
L'accord de quarte est très utilisé dans le jazz. Il sert de suspension sur un accord de dominante.

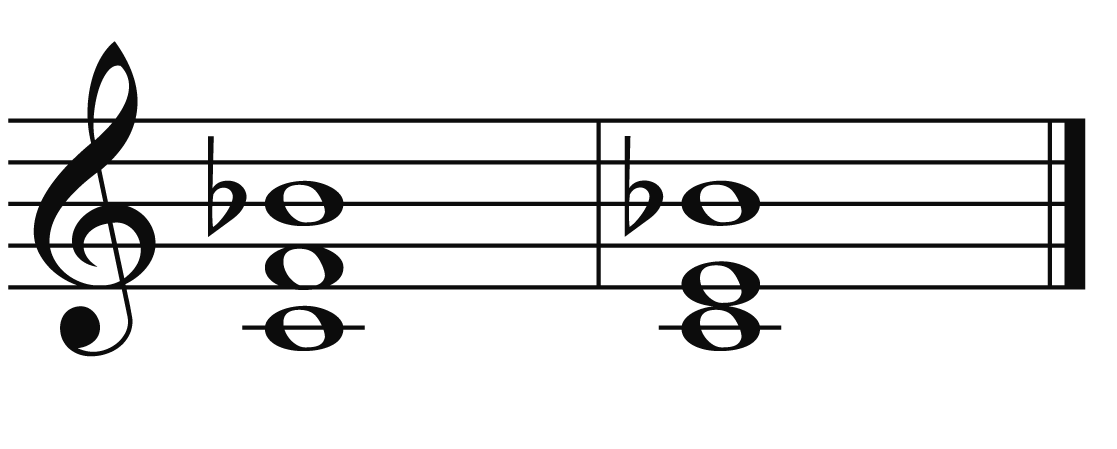
Accord de Do 7e, dans son état « suspendu » (Do7sus4), qui est un empilement de quartes, et sa résolution.

Le jazz moderne utilise des empilements de quartes (naturelles ou augmentées) comme enrichissement à des accords.

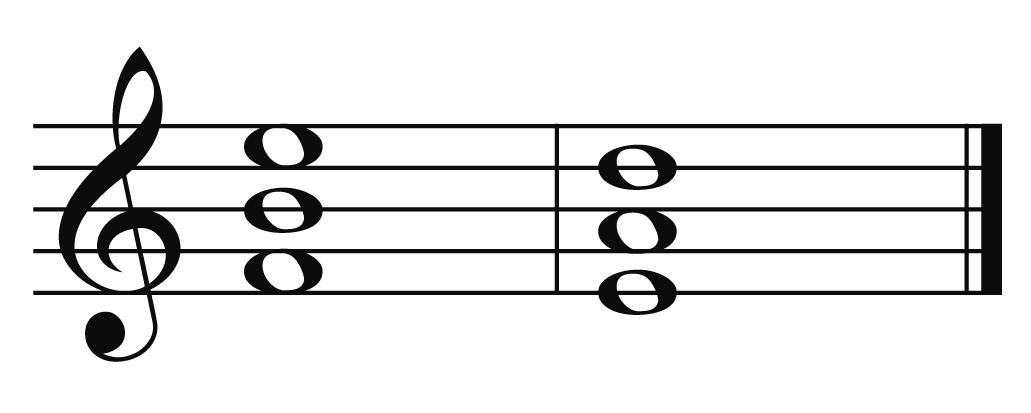
Le premier accord, Sol 7e, présente du grave à l'aigu la 7e, la tierce et la 13e ; sa résolution sur un Do majeur, présente du grave à l'aigu la tierce, la sixte et la 9e.

La composition So What de Miles Davis, qui figure sur son album Kind of Blue, utilise un accord superposant plusieurs quartes et une tierce majeure :

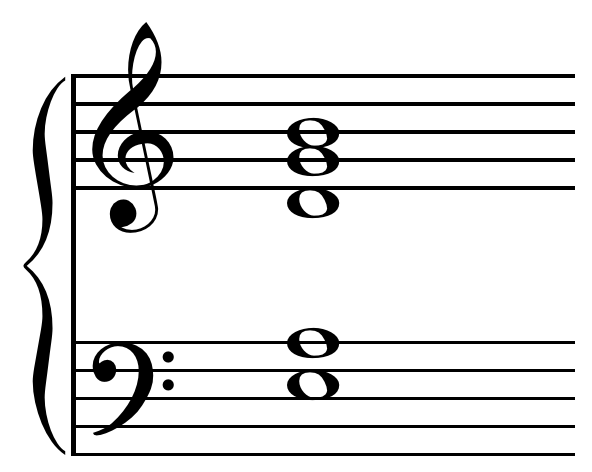
Accord So What

Cet accord peut être compris soit comme un accord de Mi mineur 7 suspendu (Em7sus4), soit comme un polyaccord :

## Exemples
- La Marche Nuptiale de Lohengrin de Richard Wagner débute par une quarte juste ascendante.
- Il est né le divin enfant débute également par une quarte juste ascendante : « Il-est né le divin enfant... ».
- La Petite musique de nuit de Wolfgang Amadeus Mozart débute par une quarte juste descendante.